# Middle Musquodoboit
Middle Musquodoboit est une communauté de la vallée de la Musquodoboit (en) dans la municipalité régionale de Halifax en Nouvelle-Écosse au Canada. Elle est située au carrefour des routes 357 et 224 à 78 km de Dartmouth. Son économie est principalement basée sur l'industrie agricole. Lors du recensement de 2001, elle avait une population de 669 habitants.

## Annexe